# Halle Open 2001
L'Halle Open 2001 è stato un torneo di tennis giocato sull'erba. È stata la 9ª edizione dell'Halle Open, che faceva parte della categoria International Series nell'ambito dell'ATP Tour 2001. Si è giocato al Gerry Weber Stadion di Halle in Germania, dall'11 al 17 giugno 2001.

## Campioni

### Singolare
Thomas Johansson ha battuto in finale  Fabrice Santoro con il punteggio di 6–3, 6(5)–7, 6–2

### Doppio
Daniel Nestor /  Sandon Stolle hanno battuto in finale  Maks Mirny /  Patrick Rafter con il punteggio di 6–4, 6(5)–7, 6–1